# Avrămești (Avram Iancu), Alba
Avrămești este un sat în comuna Avram Iancu din județul Alba, Transilvania, România.